# Liste der denkmalgeschützten Objekte in Steinbach an der Steyr
Die Liste der denkmalgeschützten Objekte in Steinbach an der Steyr enthält die 16 denkmalgeschützten, unbeweglichen Objekte der Gemeinde Steinbach an der Steyr im Bezirk Kirchdorf (Oberösterreich).

## Denkmäler
| Foto |                 | Denkmal                                                                            | Standort                                                   | Beschreibung | Metadaten |
| ---- | --------------- | ---------------------------------------------------------------------------------- | ---------------------------------------------------------- | --- | --- |
| ja   | Datei hochladen | Bauernhof, Gsöllhof HERIS-ID: 46935 Objekt-ID: 49326                               | Gsöllhofstraße 1 Standort KG: Pieslwang                    | | BDA-Hist.: Q38024829 Status: Bescheid Stand der BDA-Liste: 2025-06-30 Name: Bauernhof, Gsöllhof GstNr.: .25                                                               |
| ja   | Datei hochladen | Eisenbahnstrecke HERIS-ID: 45970 Objekt-ID: 47560                                  | Pieslwang Standort KG: Pieslwang                           | Anmerkung: Die an das Grundstück anschließende Brücke über die Steyr verbindet die Gemeinden Waldneukirchen und Steinbach. | BDA-Hist.: Q38018356 Status: Bescheid Stand der BDA-Liste: 2025-06-30 Name: Eisenbahnstrecke GstNr.: 993/1                                                                |
| ja   | Datei hochladen | Bäckerhaus in der Gassen HERIS-ID: 94353 Objekt-ID: 109505                         | Hochgasse 4 Standort KG: Steinbach an der Steyr            | | BDA-Hist.: Q37764132 Status: § 2a Stand der BDA-Liste: 2025-06-30 Name: Bäckerhaus in der Gassen GstNr.: .55                                                              |
| ja   | Datei hochladen | Ehem. Zeugstatt mit Fluder, heute Messerermuseum HERIS-ID: 94348 Objekt-ID: 109500 | Hochgasse 17 Standort KG: Steinbach an der Steyr           | → Hauptartikel : Messerermuseum Steinbach an der Steyr f1 | BDA-Hist.: Q1475129 Status: § 2a Stand der BDA-Liste: 2025-06-30 Name: Ehem. Zeugstatt mit Fluder, heute Messerermuseum GstNr.: .64 Messerermuseum Steinbach an der Steyr |
| ja   | Datei hochladen | Herrenhaus mit Stall, Humpelmühle HERIS-ID: 38550 Objekt-ID: 38133                 | Humpelmühle 7 Standort KG: Steinbach an der Steyr          | | BDA-Hist.: Q37981926 Status: Bescheid Stand der BDA-Liste: 2025-06-30 Name: Herrenhaus mit Stall, Humpelmühle GstNr.: 55                                                  |
| ja   | Datei hochladen | Kraftwerk, Mühle HERIS-ID: 94338 Objekt-ID: 109490                                 | Humpelmühle 8 Standort KG: Steinbach an der Steyr          | | BDA-Hist.: Q37764096 Status: Bescheid Stand der BDA-Liste: 2025-06-30 Name: Kraftwerk, Mühle GstNr.: .118 Kraftwerk Humpelmühle                                           |
| ja   | Datei hochladen | Aschermayr-Kapelle HERIS-ID: 94423 Objekt-ID: 109577                               | Humpelmühle 27 Standort KG: Steinbach an der Steyr         | | BDA-Hist.: Q37764361 Status: § 2a Stand der BDA-Liste: 2025-06-30 Name: Aschermayr-Kapelle GstNr.: .135                                                                   |
| ja   | Datei hochladen | Bauernhaus, Steinfellnergut, Obersteinfeld HERIS-ID: 81489 Objekt-ID: 95267        | In der Au 14 Standort KG: Steinbach an der Steyr           | | BDA-Hist.: Q38175878 Status: Bescheid Stand der BDA-Liste: 2025-06-30 Name: Bauernhaus, Steinfellnergut, Obersteinfeld GstNr.: .1/1                                       |
| ja   | Datei hochladen | Pfarrhof, Aschhaus HERIS-ID: 52596 Objekt-ID: 59842                                | Ortsplatz 1 Standort KG: Steinbach an der Steyr            | | BDA-Hist.: Q38052842 Status: Bescheid Stand der BDA-Liste: 2025-06-30 Name: Pfarrhof, Aschhaus GstNr.: .37                                                                |
| ja   | Datei hochladen | Bürgerhaus, Diotisch-Haus HERIS-ID: 38549 Objekt-ID: 38132                         | Ortsplatz 2 Standort KG: Steinbach an der Steyr            | | BDA-Hist.: Q37981916 Status: Bescheid Stand der BDA-Liste: 2025-06-30 Name: Bürgerhaus, Diotisch-Haus GstNr.: .39/1 Diotisch-Haus                                         |
| ja   | Datei hochladen | Gemeindeamt, Haus im Aigen HERIS-ID: 94339 Objekt-ID: 109491                       | Ortsplatz 4 Standort KG: Steinbach an der Steyr            | | BDA-Hist.: Q37764107 Status: § 2a Stand der BDA-Liste: 2025-06-30 Name: Gemeindeamt, Haus im Aigen GstNr.: .41, .42                                                       |
| ja   | Datei hochladen | Ortsbrunnen HERIS-ID: 94344 Objekt-ID: 109496                                      | gegenüber Ortsplatz 5 Standort KG: Steinbach an der Steyr  | | BDA-Hist.: Q37764118 Status: § 2a Stand der BDA-Liste: 2025-06-30 Name: Ortsbrunnen GstNr.: 354/2                                                                         |
| ja   | Datei hochladen | Kath. Pfarrkirche hl. Bartholomäus und Friedhof HERIS-ID: 52595 Objekt-ID: 59841   | gegenüber Ortsplatz 8 Standort KG: Steinbach an der Steyr  | Die Pfarrkirche hl. Bartholomäus ist urkundlich erstmals um 1120 erwähnt. Der kleine, spätgotische Bau besitzt ein einschiffiges Langhaus und einen eingezogenen, niedrigen, zweijochigen Chor mit 3/8-Schluss, beide netzrippengewölbt. Der Turm an der Westseite ist mit kuppelförmiger Haube und Laterne ausgeführt. Die spätgotischen Glasmalereien in den drei Chorfenstern werden auf die Zeit um 1450 datiert. Die Kanzel ist erste Hälfte des 18. Jahrhunderts, ebenso die barocke Kreuzigungsgruppe über dem Fronbogen. | BDA-Hist.: Q23541949 Status: § 2a Stand der BDA-Liste: 2025-06-30 Name: Kath. Pfarrkirche hl. Bartholomäus und Friedhof GstNr.: .51 Pfarrkirche Steinbach an der Steyr    |
| ja   | Datei hochladen | Friedhof christlich HERIS-ID: 94490 Objekt-ID: 109647                              | gegenüber Ortsplatz 18 Standort KG: Steinbach an der Steyr | | BDA-Hist.: Q37764562 Status: § 2a Stand der BDA-Liste: 2025-06-30 Name: Friedhof christlich GstNr.: 186 Friedhof Steinbach an der Steyr                                   |
| ja   | Datei hochladen | Alter Pfarrhof HERIS-ID: 94434 Objekt-ID: 109588                                   | Pfarrhofstraße 1 Standort KG: Steinbach an der Steyr       | | BDA-Hist.: Q37764389 Status: § 2a Stand der BDA-Liste: 2025-06-30 Name: Alter Pfarrhof GstNr.: .108/2 Alter Pfarrhof (Steinbach an der Steyr)                             |
| ja   | Datei hochladen | Bürgerhaus, Pulvermacherhaus, Kalchgütl HERIS-ID: 46836 Objekt-ID: 49097           | Rodatal 5 Standort KG: Forstau                             | Das Ensemble Kalchgütl wird privat genützt. Alle Gebäude des mehr als 535 Jahre alten Denkmals im Rodatal sind größtenteils aus Stein erbaut und steinsichtigt, gekalkt oder geschlämmt. Der Garten wurde wieder nach historischem Vorbild angelegt. Von 2003 bis 2013 erfolgte eine umfassende Restaurierung. | BDA-Hist.: Q38024076 Status: Bescheid Stand der BDA-Liste: 2025-06-30 Name: Bürgerhaus, Pulvermacherhaus, Kalchgütl GstNr.: .8, .10/1                                     |